# Позорный столб (рассказ)
«Позорный столб» — романтический рассказ русского писателя Александра Грина, написанный и впервые опубликованный в 1911 году.

## Сюжет и судьба текста
Действие рассказа происходит в вымышленной Кантервильской колонии. Некто Гоан Гнор похищает девушку по имени Дэзи Крок. Похитителя вскоре ловят, избивают и привязывают к позорному столбу. Утром Гоана освобождают с условием покинуть колонию навсегда, и Дэзи уходит с ним. Рассказ заканчивается словами «Они жили долго и умерли в один день».
Рассказ «Позорный столб» был написан в 1911 году и увидел свет на страницах двух выпусков (7 и 8) «Всеобщего журнала литературы и искусства, науки и общественной жизни» за тот же год. В 1913 году он был включён в одноимённый авторский сборник. Литературоведы отмечают жизнеутверждающее настроение этого рассказа: Гоан и Дэзи не смиряются перед судьбой, не боятся пойти ей наперекор и получают счастье как заслуженную награду. «Позорный столб» может считаться одним из наиболее романтичных произведений Грина.